# Un'emozione in più
 Un'emozione in più  è un film del 1979, il primo diretto dal regista Francesco Longo.

## Trama
L'anziano pensionato vedovo Giuseppe Colamonici è un contadino pugliese, emigrato a Milano: si rende utile come cameriere e baby-sitter per i figli che lo ospitano, ma spesso ne fanno a meno e lo trasferiscono in ospedale.
L'uomo, tra solitudine e nostalgia per la sua terra, entra in contatto con il mondo consumistico. Ma poi conosce per caso Daniela, giovane ragazza friulana emarginata, anche lei di origine contadina, che fa la serva in un'osteria. I due si capiscono al volo e ritrovano la profondità delle loro radici.
Nasce prima una simpatia reciproca e poi, nonostante la differenza d'età, un vero rapporto sentimentale. I parenti sono tutti contrari a questo legame. Allora i due partono insieme verso il paese nel Salento ove il vedovo era nato e vivono un periodo felice: Fuga d'amore, ma anche viaggio delle memorie.
Daniela resta abbagliata dalla bellezza dei luoghi, ma poi ripartono verso il nord, con una rinnovata coscienza.

## Produzione
Prodotto da una cooperativa bolognese e diretto da Francesco Longo, al suo debutto come regista. Girato in Puglia, in particolare a Veglie, Lecce, Santa Cesarea Terme e Poggiardo.

## Premi
- Film presentato al Festival internazionale del cinema di San Sebastián, dove gli furono attribuiti due riconoscimenti.
- Laceno d'oro: targa 1979 per Mara Venier e Francesco De Federico.

## Critica
“Diviso in capitoletti, con didascalie da favola che ne sottolineano il tono ingenuo, è un'opera prima del pugliese Longo (1931) che oscilla pericolosamente tra patetismo e ironia, realismo e deformazione fiabesca, semplicità e maniera, tenerezza e sdolcinature. Come un frutto acerbo in una metà e troppo maturo nell'altra.”

## Versione restaurata
Nel 2004 è stata realizzata una versione restaurata del film, proiettata in anteprima a Veglie in occasione della Mostra dell'artigianato.